# Louis Malvy
Pour les articles homonymes, voir Malvy.
Louis-Jean Malvy, né à Figeac (Lot) le 1er décembre 1875 et mort à Paris (Seine) le 9 juin 1949, est un homme politique radical français.

## Biographie
Louis-Jean Malvy est issu d'une famille de Souillac, dont on retrouve des traces dans les registres locaux jusqu'en 1466 et de la petite bourgeoisie active d'artisans et de commerçants : aubergistes, vitriers, plâtriers, négociants… Son père, Martin Malvy, directeur d'une minoterie, a été élu maire (de gauche ; radical-socialiste) de Souillac en 1892 et conseiller général du canton de Souillac en 1894.
Louis Malvy épouse en 1901, Louise de Verninac, fille d'une famille de la bourgeoisie provinciale, la famille Verninac, qui a donné à la France un ministre sous Louis-Philippe, Raymond de Verninac, qui commanda l'expédition qui rapporta en France l'obélisque édifié place de la Concorde, et un vice-président du Sénat, Charles de Verninac, cofondateur de la Gauche Démocratique, beau-père de Louis Malvy. La même année, Malvy est élu conseiller général de Vayrac. En 1906, il est élu député dès le premier tour.
Louis Malvy a eu trois enfants : un fils et deux filles. D'une liaison avec une actrice, Hélène Berry, il a eu une fille, Jeannine, née le 11 novembre 1915, qu'il pensionne ainsi que son frère aîné après la mort en couches de la mère en décembre 1915.

## Mandats politiques
- Conseiller général de Vayrac (Lot) de 1901 à 1919
- Président du conseil général du Lot de 1916 à 1917
- Maire de Souillac de 1929 à 1940
- Député du Lot de 1906 à 1919 et de 1924 à 1940

## Fonctions gouvernementales
- Sous-secrétaire d'État à la Justice dans le gouvernement Ernest Monis, du 2 mars au 27 juin 1911
- Sous-secrétaire d'État à l'Intérieur et aux Cultes dans le gouvernement Joseph Caillaux, du 27 juin 1911 au 14 janvier 1912
- Ministre du Commerce, de l'Industrie, des Postes et Télégraphes dans le gouvernement Gaston Doumergue (1) du 9 décembre 1913 au 17 mars 1914
- Ministre de l'Intérieur dans le gouvernement Gaston Doumergue (1) du 17 mars au 9 juin 1914
- Ministre de l'Intérieur dans le gouvernement René Viviani (1) du 13 juin au 26 août 1914
- Ministre de l'Intérieur dans le gouvernement René Viviani (2) du 26 août 1914 au 29 octobre 1915
- Ministre de l'Intérieur dans le gouvernement Aristide Briand (5) du 29 octobre 1915 au 12 décembre 1916
- Ministre de l'Intérieur dans le gouvernement Aristide Briand (6), du 12 décembre 1916 au 20 mars 1917
- Ministre de l'Intérieur dans le gouvernement Alexandre Ribot (5) du 20 mars au 31 août 1917
- Ministre de l'Intérieur dans le gouvernement Aristide Briand (9) du 9 mars au 10 avril 1926

## Action politique

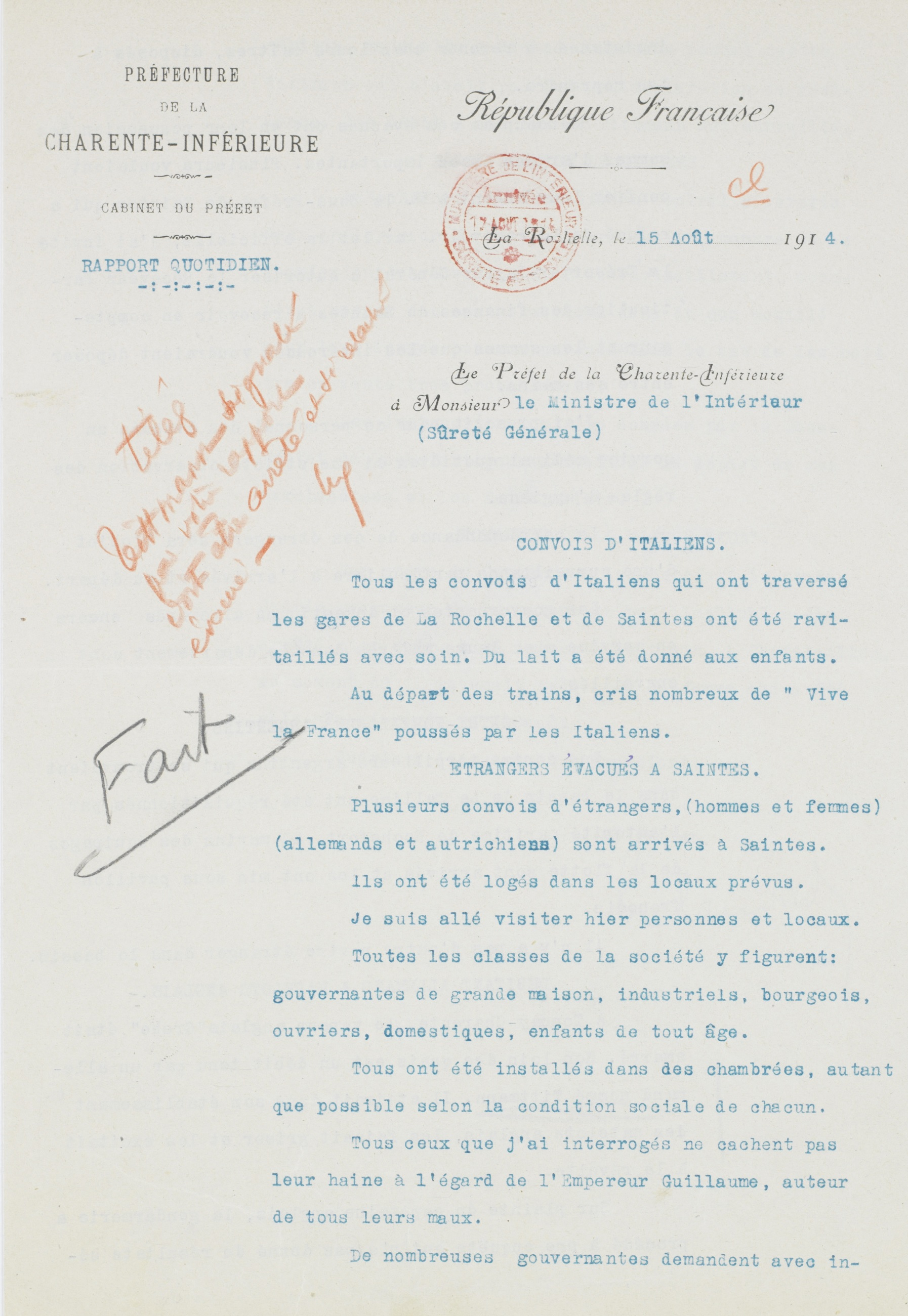
Rapport de Pierre Landrodié, préfet de Charente-inférieure (1909-1918) à Louis Malvy, 15 août 1914, Archives nationales de France.

Louis-Jean Malvy est ministre de l'Intérieur lors de la Première Guerre mondiale. Il décide de ne pas appliquer le carnet B afin de prévenir une éventuelle réaction ouvrière face à la guerre et permettre audacieusement le ralliement des ouvriers à l'Union sacrée. Lors de la contestation sociale de 1917, qui consume le consensus autour de l'Union sacrée, il fait pression sur les entrepreneurs afin qu'ils accordent des augmentations à leurs employés pour que ces derniers puissent faire face à la vie chère (grève des ouvrières, à Paris, en juin).

## Affaire Malvy
Attaqué par l’extrême-droite qui le présente comme responsable de l'échec du Chemin des Dames, et comme l'amant de Mata-Hari, il est ciblé par Léon Daudet, rédacteur en chef de L'Action française, qui envoie une lettre au président de la République, Raymond Poincaré, dans laquelle il accuse le ministre d'avoir fourni des renseignements militaires à l'Allemagne et d'avoir fomenté les mutineries de 1917. Malvy demande qu’elle soit lue à la Chambre des députés par le président du Conseil Paul Painlevé, ce qui est fait le 4 octobre.
En juillet 1917, on apprend l'arrestation de Duval, administrateur du Bonnet rouge, trouvé porteur d'un chèque de 150 000 francs de la banque Marx de Mannheim. Le ministère de l'Intérieur avait subventionné ce journal longtemps dirigé par Almereyda. Malvy est mis en cause par Barrès au Sénat, puis par Clemenceau qui conclut en ces termes : « Monsieur le ministre de l'Intérieur, je vous accuse d'avoir trahi les intérêts de la France ! ». Le Pays, quotidien fondé en avril 1917 et dirigé par Gaston Vidal pour défendre les idées de Joseph Caillaux est alors aussi dans le viseur du gouvernement, qui le fait racheter par l'industriel du textile Jean Prouvost.
Malvy démissionne le 31 août, entraînant la chute du Gouvernement Ribot, et demande à être traduit devant la Haute Cour, à l’époque constituée par le Sénat qui l’avait soutenu pendant trois années de guerre, et dont le président était Antonin Dubost, également président de la Haute Cour.
Après une douzaine d’audiences, il est condamné le 6 août 1918, la Haute Cour changeant au dernier moment le chef d’accusation. Innocenté du crime de trahison, il est reconnu « coupable d'avoir — agissant comme ministre de l'intérieur dans l'exercice de ses fonctions — de 1914 à 1917, méconnu, violé et trahi les devoirs de sa charge » dans des conditions le constituant en état de forfaiture et encouru ainsi les responsabilités criminelles prévues par l'article 12 de la loi du 16 juillet 1875 » selon l'extrait des minutes du Greffe de la cour de justice placardé sur les murs de Paris et de province, signé par le greffier et le procureur Mérillon.
Malvy est condamné à cinq ans de bannissement, ce qui suscite de vives réactions de la part de la presse de gauche qui évoque alors « une nouvelle affaire Dreyfus », de la gauche, des mouvements syndicaux et ouvriers. Il refuse la proposition de Léon Jouhaux, secrétaire général de la CGT, qui envisage de lancer une grève générale et part en exil à Saint-Sébastien tout en demeurant jusqu’à la fin de son mandat député du Lot, la Haute Cour ne l’ayant pas destitué de ses droits civiques.
Pour Clemenceau qui le fit juger, « Malvy, c'est le laisser-faire, le laisser-aller, la poignée de main à n'importe qui… », ce qui fut illustré plus tard par sa rencontre avec Mussolini.

## Après l'affaire
Il fut réélu sans difficulté député du Lot en 1924, refusant à ses amis qui le pressaient de le faire de rechercher la réhabilitation par les juges, affirmant qu’il la tenait du peuple, et il le restera jusqu’en 1940. De nouveau ministre de l’Intérieur en 1926, il préside la commission des Finances de la Chambre des députés jusqu’en 1936.
Avant la Seconde Guerre mondiale, Malvy, qui est opposé au Front populaire, défend avec le ministre Georges Bonnet le projet d'un accord avec Mussolini qu'il a rencontré, et soutient aussi les accords de Munich, conclus entre Daladier, Chamberlain et Hitler. Le 10 juillet 1940, il vote les pleins pouvoirs au maréchal Pétain auxquels ne s'opposent que quatre-vingts parlementaires, ce qui lui vaudra d'être frappé en 1945 d'indignité nationale et d'inéligibilité pour dix ans.

## Vu par Anatole de Monzie
Dans Ci-devant,  livre écrit et publié en 1942 chez Flammarion, Anatole de Monzie, élu du Lot, maire de Cahors, et maintes fois ministre de la Troisième République, brosse un portrait intéressant et quelque peu caustique de Malvy, à l'occasion de l'entrée de son gendre, Marcel Peyrouton, dans le gouvernement de Vichy en mai 1940 :

« Dans le Lot, un nom est accueilli avec une faveur spéciale : celui de Peyrouton, ministre de l'intérieur. Car Peyrouton est le gendre de Malvy et son avènement affirme une continuité de fortune familiale qui enchante nos habitudes de pensée. Malvy est entré comme gendre dans la politique : il continuait M. de Verninac, gentilhomme de gauche, fondateur de la république en Quercy, protecteur d'innombrables dynasties administratives. Longtemps Louis-Jean Malvy fut à gauche notre caution départementale ; on disait de moi : « Ce n'est pas un mauvais homme, dommage qu'il ne ressemble pas davantage à Malvy. » Mon indépendance fit repoussoir à mon collègue, à mon camarade du quartier latin, dont les avancements retardèrent mon utilisation. Et voici que la caution se déporte à droite. Des espoirs fleurissent prématurément à la publication de cette liste ministérielle qui rétablit L.J. Malvy dans ses prérogatives d'autrefois. »